# 국제경제학
국제경제학(國際經濟學, 영어: International economics)은 국가 사이의 경제 활동을 분석 대상으로 하는 경제학이며, 서로 다른 나라의 사람들 사이에서 일어나는 거래와 상호 작용, 교역, 투자, 이민 등의 유형과 결과를 설명한다.
- 국제 무역은 수요와 공급 요소와 경제 통합, 생산요소들의 국제적인 움직임, 관세와 수입 할당제와 같은 정책 변수에 의한 상품과 용역의 흐름을 다룬다.[1][2][3]
- 국제 금융은 국제 금융 시장에서의 자본의 흐름과 환율의 변동에 따른 효과들을 다룬다.[4]
- 국제 화폐 경제학과 국제 거시경제학은 화폐의 국제적인 흐름과 전체로서 경제에 미치는 영향을 다룬다.[5][6][7][8][9]
- 국제관계학의 하위 범주인 국제정치경제학은 국제 분쟁과 국제 협상, 국제 제재 등의 요소와 영향을 다룬다.

## 국제 무역

### 범위와 방법론
국제 무역의 경제학적 이론은 주로 자본과 노동의 국제적인 유동성이 비교적 제한적이기 때문에 나머지 경제학 이론들과 다르다. 이런 관점으로 봤을 때 멀리 떨어진 지역과 교역하는 것과 원리는 비슷하지만 정도가 다르다. 그러므로 국제 무역 경제학의 방법론은 나머지 경제학의 방법론과는 다르다. 그러나 정부가 종종 국제 무역에 제한을 가하려 한다는 사실이 국제 무역 경제학의 학문적 연구의 방향에 영향을 미쳤고, 무역 이론을 발전시키려는 동기는 종종 무역에 가해진 제한의 영향을 밝혀내기 위함이었다.
관습적으로 "고전"으로 분류된 무역 이론의 분야들은 주로 연역 논리학을 적용하며, 데이비드 리카도의 비교 우위 이론과 실용적 가치에 의존하는 다양한 정리의 발달을 이끌었다. 반면 "현대" 무역 이론은 주로 경험적 분석을 적용한다.

### 고전 무역 이론
비교 우위의 법칙은 지역간 차이에서 오는 상대적인 이득의 합리적인 결과로서 국제 무역의 논리적인 해설을 준다. 리카도의 이런 해석으로 인해 신고전학파 경제학자들은 이 법칙을 상대적인 이득의 다양한 가상적 원천을 원인으로 하는 무역의 유형을 모형화하는 데 쓴다. 하지만 이론적인 분석에서 문제를 처리할 수 있도록 하기 위해 상당히 제한적이고 종종 비현실적인 가정들을 쓰기도 한다.
대표적인 모형인 헥셔 올린 모형은 국가들 사이에 기술과 생산성 또는 소비자의 취향이 모두 같고, 완전 경쟁 시장이며 규모의 경제가 없다는 가정에 의존한다. 이러한 가정 아래에서 국가들 사이의 노동과 자본의 상대적인 풍족함의 차이만 나타나는 무역 유형의 모형을 얻는다. 결과적으로 그러한 가정에 따르면 상대적으로 자본이 많은 나라는 자본집약적인 상품을 수출하고 노동집약적인 상품을 수입한다. 이 가정은 레온티예프의 역설 등에 의해 매우 제한적인 예측치로 입증됐다. 레온티예프의 역설에 따르면 미국은 상대적으로 자본이 많았지만 노동집약적인 상품을 수출하고 자본집약적인 상품을 수입했다.
 그렇지만 헥셔 올린 모형을 유도하기 위해 쓴 이론적인 방법과 가정은 그 뒤에 다른 정리를 만드는 데 쓰였다.
종종 헥셔 올린 모형의 결과로 여겨지는 스톨퍼 새뮤얼슨 정리는 초기의 예시였다. 스톨퍼 새뮤얼슨 정리의 가장 기초적인 형태는 상품의 가격이 오르면 그 산업에서 집중적으로 쓰인 요소들의 가격이 오르고 다른 요소의 가격은 떨어진다는 것이다. 무역이 제품의 부족한 요소의 실질 임금을 낮추고 무역으로부터 보호하는 것이 실질 임금을 올린다고 말한다.
헥셔 올린 모형의 또다른 결과는 무역이 상품의 가격을 같게 만들며 상품의 요소들에 들어간 비용도 같게 만든다는 폴 새뮤얼슨의 생산 요소 가격 균등화 정리이다. 이 이론들은 가끔 선진국과 개발도상국 사이의 무역이 선진국 비숙련공들의 임금을 낮춘다는 근거로 쓰이기도 한다. 헥셔 올린 모형과 스톨퍼 새뮤얼슨 정리를 자세하게 만들기 위해 많은 논문들이 나왔으며, 그 가운데 상당수가 가치가 있다고 여겨진 반면 무역의 유형들을 설명하는 일에 곧바로 적용할 수 있는 것은 극히 드물다고 입증됐다.

### 현대 무역 이론
현대 무역 분석은 헥셔 올린 모형의 제한적인 가정에서 벗어나 기술과 규모의 경제를 포함하는 다양한 요소들의 무역에 미치는 영향들을 연구한다. 무역에 영향을 미치는 다양한 요소들 가운데 특정 요소들과 수치들로부터 정보를 얻기 위해 계량경제학을 많이 쓴다.
신기술을 발전시키는 것에서 나오는 일시적인 이익이 기여 요인이라는 연구도 있다. 몇몇 학자들은 일부 국가가 기술 혁신의 흐름을 만들어낼 수 있도록 하는 과학기술적 지도력의 지표가 연구와 개발 비용이나 특허, 숙련된 노동자 등에 있다고 말한다. 다른 계량경제학 연구는 규모의 경제에서 나라의 크기와 수출 점유율이 서로 상관관계가 있다는 것도 밝혀냈다. 이 연구에서, 국제적으로 거래되는 상품은 크게 세 가지 형태로 나뉘며 각각 상대적인 이익의 유형이 다르다는 것을 제안했다.
- 석탄, 석유, 밀과 같이이용 가능한 천연 자원을 추출하거나 통상적인 방법으로 처리해서 생산하는 상품. 개발도상국들이 주로 다른 상품의 종류보다 상대적으로 이익이 있으며 리카도재라고 부르기도 한다.
- 섬유나 철강과 같은 낮은 기술 수준의 상품. 적절한 부존 자원이 있는 나라에서 생산하며 헥셔 올린재라고 부르기도 한다.
- 컴퓨터나 비행기와 같은 높은 기술 수준과 높은 규모의 경제의 상품. 연구개발 자원, 특정 기술의 이용 가능성과 정교한 수준의 큰 시장의 접근성에서 상대적인 이익이 나온다.

두 나라 사이에서 어떠한 교역이라도 자유롭게 이뤄진다면 모두가 이익을 본다는 강한 추측이 있지만, 이 추측은 모두에게 해가 될 수 있다는 가능성을 배제하지는 않는다. 하지만 폴 새뮤얼슨은 국제 무역에서 이익을 가져가는 측이 손해를 보는 측에게 보상을 할 수 있는 가능성이 언제든지 있다고 밝혀냈다. 더욱이 새뮤얼슨은 그 증거로 더 넓은 소비자의 선택, 생산 활동의 국제적인 특화와 그에 따른 규모의 경제, 기술 혁신으로 인한 이익의 전달 등으로부터 오는 이득을 고려하지도 않았다. OECD 연구는 과거보다 더 나은 자원 할당과 심화된 특화, 커진 연구개발 수익, 기술 파급 등으로 더 큰 이익이 있다고 나타냈다. 연구원들은 무역의 개방성이 1%만큼 늘어나면 1인당 국내 총생산은 0.9%에서 2%까지 늘어난다는 강한 증거를 발견했다. 또한 연구원들은 대부분의 이익은 덜 생산적인 기업을 잃는 대신 더 생산적인 기업이 크는 것으로부터 온다는 것을 제시했다. 이러한 연구 결과들과 또다른 이들은 무역이 상당한 순편익을 가져다주며, 정부가 무역에 제한을 거는 행위가 보통 손해를 입힌다는 광범위한 합의를 경제학자들 사이에서 이끌어냈다.

#### 생산 요소 가격 균등화
새뮤얼슨의 생산 요소 가격 균등화 정리는 만약 두 나라 사이에서 생산성이 같다면. 무역의 효과로 인해 임금이 같아질 것이라고 나타낸다. 이 정리는 선진국과 개발도상국 사이의 무역이 선진국 비숙련공들의 임금을 낮춘다는 근거로 쓰인다. 다만 저임금 개발도상국과 고임금 선진국의 생산성이 같다고 가정하는 것은 무리가 있다고 주장하는 의견도 있다. 한 연구 결과는 국제적인 임금률의 차이가 이에 상응하는 생산성의 차이와 연결돼 있다는 사실을 찾았다. 학자들은 비록 개발도상국에서 임금률에 단기간 압력이 있다고 하더라도 개발도상국에서 고용주 사이에서의 경쟁이 결국 임금을 노동자의 한계생산량과 같게 만들 수 있을 것이라고 논쟁해 왔다. 어떠한 국제적인 임금 격차는 생산성의 차이의 결과일 것이기 때문에 개발도상국과 선진국의 단위 노동 비용의 차이는 없을 것이고, 선진국의 임금을 낮추는 압력은 없을 것이라고 말한다.

#### 유치산업
유치산업은 장기적으로 비교우위를 가질 수 있으나 수입 상품과의 경쟁에서 살아남을 수 없는 새로운 산업을 뜻한다. 이런 현상은 잠재적인 규모의 경제를 이루거나 잠재적인 학습곡선의 경제를 이루기 위해 시간이 필요할 때 일어날 수 있다. 수입품에 대해 장애물을 부과하는 무역 장벽은 시행하는 나라에게 큰 이익을 주며 수입대체 산업화 정책으로 알려져 있다. 무역 장벽은 세관의 감독이나 높은 관세나 관세 할당제를 통해 수입품의 양을 제어하는 관세 장벽과 수출입 금지나 제한, 대외무역구제, 출입국 검사검역 제도 등으로 감독하는 비관세 장벽으로 나눌 수 있다. 무역이 시작된 뒤 관세 장벽은 점차 낮아졌으나 비관세 장벽은 더 높아졌으며, 후진국보다 오히려 선진국이 비관세 장벽을 세우고 있다.

## 국제 금융

### 범위와 방법론
국제 금융 경제학은 국제 무역 경제학의 원리와 다르지 않지만, 강조하는 부분이 크게 다르다. 국제 금융학은 더 큰 불확실성과 위험성을 갖고 있는 경향이 있다. 금융자산 시장은 종종 결정이 바뀌거나 효과를 빠르게 내므로 상품과 용역 시장보다 변화가 심하다. 자유로운 거래가 모두를 이롭게 한다는 가정이 있지만 모두에게 해로울 수 있다는 위험이 더 크다.

### 환율과 자본 유동성
국제 금융 조직의 큰 변화는 20세기 말에 나타났으며, 경제학자들은 그 영향을 두고 논쟁을 하고 있다. 제2차 세계 대전이 끝난 뒤 브레튼 우즈 체제에 서명한 나라들은 각자의 화폐를 미국 달러와 고정 환율로 유지하는 것과 미국 정부는 금을 1온스당 35달러의 고정된 비율로 살 것에 동의했다. 서명한 대부분의 나라들은 이 협의를 지지하기 위해 외화 사용과 국제 금융 자산 거래를 엄격하게 제어했다. 금본위제에서는 금의 유출입을 통한 자동 조절 기능에 의해 국제수지의 균형과 환율의 안정을 취할 수 있었다.
하지만 1971년 미국 정부가 달러의 금본위제를 중단하기로 발표했고, 이어 변동 환율제로 바뀌자 대부분의 나라들은 더 이상 환율에 개입할 수 없었고 외환이나 국제 금융 자산을 제어할 수 없었다. 국제 자본의 이동성이 높아지면서 단기 수익만 좇아 빠르게 이동하는 자본의 특성 때문에 금융의 불안정성이 높아졌다. 환율은 변동이 상당히 심해졌고 여러 차례의 금융 위기가 일어났다. 한 연구 결과는 1971년부터 2000년까지 총 26번의 금융 위기와 86번의 외환 위기, 27번의 복합적인 금융 및 외환 위기가 있었다고 추정했다.

### 정책과 기관
대부분의 선진국이 변동 환율제를 하고 있지만 많은 개발도상국과 일부 선진국은 미국 달러 혹은 유로와 고정 환율 제도를 유지하고 있다. 중앙은행이 외환 시장에 개입해야 고정 환율 제도를 할 수 있으며, 보통 국민들이 국제 시장에 접근하는 것을 통제하는 것과 함께 이루어진다.
IMF는 1944년 금융 문제에 관해 국제적으로 협동하고 환율은 안정시키기 위해 세워졌다. IMF의 주요 활동은 회원국들이 국제수지 문제를 해결하는 데 자금을 지원하는 것이다. 하지만 IMF의 자금 지원은 IMF의 경제학자들이 내놓은 경제 지표의 조건에 따른다. IMF가 추천하는 경제 정책은 미국과 다른 주요 선진국들이 채택한 정책이며 종종 새로운 투자에 관한 모든 제한을 없애는 것을 포함한다. 조지프 스티글리츠는 IMF가 생각하는 그러한 정책들의 불필요한 집행을 하는 것과 지원을 받는 나라들에게 자본 이동의 유동성을 높일 수 있다는 위험을 경고하지 않는다는 것을 세게 비판했다.

## 세계화
세계화는 다양한 뜻이 있으나 경제학적으로는 자본과 노동, 상품의 자유로운 이동의 방향으로의 움직임을 말하며, 세계 경제가 전체적으로 통합되는 방식을 말한다. 정치적으로 쌓은 장벽과 운송, 통신의 비용을 줄이는 것이 세계화의 원동력이다.
세계화는 거시적 경제 정책을 수행하는 데 큰 영향을 준다. 먼델-플레밍 모형과 그 뒤의 연구들은 자본의 유동성을 분석하는 데 쓰이며, 폴 크루그먼은 아시아 금융 위기를 설명하는 데 쓰기도 했다.

### 반대 의견
조지프 스티글리츠는 개발도상국의 보호를 위한 유치산업 주장을 발전시켰으며 IMF가 자금 지원을 하면서 개발도상국에 부과한 조건들을 비판했다. 하버드 대학교 교수 대니 로드릭은 세계화로부터 오는 이익이 불공평하게 나눠졌으며, 이로 인해 소득 불평등이 일어나고, 이민으로 인한 사회적인 부담이 일어난다고 주장했다.

## 같이 보기
- 차익거래
- 비교 우위
- 카네기 국제평화재단
- 외교협회